# 12615 Mendesdeleon
12615 Mendesdeleon è un asteroide della fascia principale. Scoperto nel 1960, presenta un'orbita caratterizzata da un semiasse maggiore pari a 2,8675252 UA e da un'eccentricità di 0,0524374, inclinata di 1,98494° rispetto all'eclittica.